# (10100) Bürgel
(10100) Burgel, désignation internationale (10100) Bürgel, est un astéroïde de la ceinture principale.

## Description
(10100) Burgel est un astéroïde de la ceinture principale. Il fut découvert le 10 décembre 1991 à Tautenburg par Freimut Börngen. Il présente une orbite caractérisée par un demi-grand axe de 2,41 UA, une excentricité de 0,18 et une inclinaison de 1,9° par rapport à l'écliptique.

## Compléments